# Kutas
Kutas egy község Somogy vármegyében, a Nagyatádi járásban.

## Fekvése
Kaposvártól mintegy 30 kilométerre nyugatra, Belső-Somogyban található, a Nagybajom-Lábod közti 6619-es út mentén; Beleggel, Ötvöskónyival és a 68-as főúttal a 6622-es út kapcsolja össze. Vonattal elérhető a Dombóvár–Gyékényes-vasútvonalon; Kutas megállóhely a település déli szélén helyezkedik el, a vasút és a 6619-es út kereszteződésének keleti oldalán.

## Története
A mai település területe már a bronzkorban is lakott volt, később a rómaiak pedig katonai tábort is építettek a közeli Rinya-parton. A 10. században már a magyar Bogát vezér nemzetsége telepedett le itt.
Kutas neve onnan származik, hogy a tatárjárás előtt két mocsaras tó között terült el, és emiatt magas volt a talajvízszint, így könnyen lehetett kutakat fúrni, a környéken pedig több jó minőségű vizet adó kút is működött. Úrnője 1146-ban a pannonhalmi Szent Benedek-rendnek adományozta, 1240-ben pedig a Kutasi család bérelte ki. Első temploma a 15. századból származik, de egy évszázad múlva megsemmisült. Az 1534-ben adólajstromban 16 portával és 6 szegényportával szerepelt. A török megszállás idején a Messer, a Kutasi és a Hagymási családok volt a település földbirtokosai, majd a török kiűzése után a falu a Malik családhoz került. 1720-ban kincstári birtok lett, és bár a Rákóczi-szabadságharc után elnéptelenedett, később új telepesek érkeztek Kutasra. 1728 és 1733 között Stansics István, ezután Adamovics Ferenc, 1770-ben pedig a Boronkay család birtokolta. 1787-ben lakossága 112 család volt, akik nagyrészt a református vallást követték. Ők sokáig vitáztak a templom birtoklásáért, majd a vita úgy oldódott meg, hogy a 18. század végére két templom is felépült, egy református és egy katolikus.
1855-ben kolerajárvány pusztított Kutason. Ebben az időben indult meg a nagybirtok kapitalizálódása, így megjelentek mezőgazdasági idénymunkások, akik cselédházakban laktak. 1871-ben Kutast mezővárosból kisközséggé sorolták vissza, egy évvel később azonban megnyílt a települést is érintő, Kaposvár és Zákány közti vasútvonal, ami megkönnyítette a közlekedést, ezáltal elősegítette a gazdasági fejlődést is, csakúgy, mint az 1904-ben megalakult hitelszövetkezet. 1888-ban visszaköltözött a településre a református iskola, 1902-ben új református templom, 1924-ben pedig csendőrlaktanya épült, a következő évtől pedig a katolikus népiskola már két tanteremmel és két tanítóval működött. Ezekben az időkben már távírda és telefonállomás is üzemelt a faluban. 1925-ben Kutast és a hozzá tartozó pusztákat (Alsó-Gyóta, Cili, Cser, Felső-Gyóta, Kálista, Kozma, Nagykerék, Vörös-akol) összesen 1544-en lakták.
A második világháború idején Kutas beleesett a frontvonalba: a házak 60%-a megsérült, a református templomot felrobbantották, a területet aláaknázták. A háború után először földosztás, majd szövetkezetesítés történt, korszerűsítették az iskolát és az óvodát, szolgálati lakások épültek, valamint létrejött egy bölcsőde és egy diákotthon is. Az 1960-as években az addig a kivezető utak mentén terjeszkedő falu nyugati részén is új utca nyílt. 1965-ben már 1881-en éltek a településen, de ezt a számot azóta sem haladta meg soha a lélekszám. 1969-ben Kutas Kisbajommal és Beleggel közös tanácsot alakított, amelyhez később Szabás is csatlakozott. 1970-ben alakult meg a Béke MGTSZ (Beleg és Kisbajom részvételével), a Földműves-szövetkezet helyett pedig létrejött az ÁFÉSZ. 1990-ben a tehéntartó gazdák szövetkezést hoztak létre, majd 1992-ben Földrendező Bizottság alakult. Kutason is megkezdődött a kárpótlás: ennek során sokan visszakapták a földjüket, így önálló gazdálkodásba tudtak kezdeni.
2015 novemberében készült el a Nagyatádot, Bakházát, Görgeteget, Háromfát, Kutast, Lábodot, Ötvöskónyit, Rinyaszentkirályt, valamint Taranyt érintő szennyvíz-beruházás.

## Közélete

### Polgármesterei
- 1990–1994: Horváth Istvánné (független)[5]
- 1994–1998: Egyed György (független)[6]
- 1998–2002: Horváth Imre (független)[7]
- 2002–2003: Horváth Imre (független)[8]
- 2003–2006: Egyed György (független)[9]
- 2006–2010: Egyed György Gyula (független)[10]
- 2010–2013: Ütő Szabolcs (Fidesz-KDNP)[11]
- 2013–2014: Ütő Szabolcs (Fidesz-KDNP)[12]
- 2014–2019: Ütő Szabolcs (Fidesz-KDNP)[13]
- 2019–2024: Ütő Szabolcs (Fidesz-KDNP)[14]
- 2024– : Ütő Szabolcs (Fidesz-KDNP)[1]

A településen 2003. július 20-án időközi polgármester-választást tartottak, az előző polgármester halála miatt.
2013. december 1-jén ismét időközi polgármester-választást (és képviselő-testületi választást) kellett tartani Kutason, az előző képviselő-testület önfeloszlatása miatt. A választáson a hivatalban lévő polgármester is elindult, és a győzelmet öt jelölt között megszerezve meg is tudta erősíteni pozícióját.

## Népesség
A település népességének változása:
| Lakosok száma | 1456 | 1464 | 1458 | 1378 | 1297 | 1282 | 1254 |
|               | 2013 | 2014 | 2015 | 2021 | 2022 | 2023 | 2024 |

A 2011-es népszámlálás során a lakosok 92,8%-a magyarnak, 21% cigánynak, 0,2% románnak mondta magát (7% nem nyilatkozott; a kettős identitások miatt a végösszeg nagyobb lehet 100%-nál). A vallási megoszlás a következő volt: római katolikus 64,3%, református 8,9%, evangélikus 0,4%, felekezet nélküli 7,4% (18% nem nyilatkozott).
2022-ben a lakosság 91,2%-a vallotta magát magyarnak, 14,7% cigánynak, 0,2-0,2% ruszinnak, németnek és ukránnak, 0,1-0,1% románnak és szlovénnek, 1,2% egyéb, nem hazai nemzetiségűnek (8,6% nem nyilatkozott; a kettős identitások miatt a végösszeg nagyobb lehet 100%-nál). Vallásuk szerint 42,5% volt római katolikus, 8,2% református, 0,2% evangélikus, 0,2% görög katolikus, 0,5% egyéb keresztény, 1,5% egyéb katolikus, 6,6% felekezeten kívüli (40,2% nem válaszolt).

## Nevezetességei

### A Hertelendy-kastély

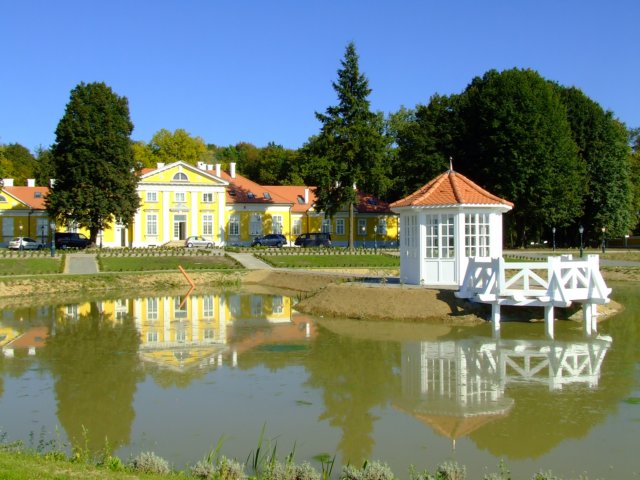
A kastély homlokzata

A Kutast és Segesdet összekötő út mellett, Belső-Somogyban Kutas-Kozmapusztán található. A jelentős birtokkal, igényes gyümölcs és agrárkultúrával rendelkező Hertelendy Andor és családja az 1920-as-1930-as évek között építtette a kastélyt eklektikus stílusban. Ekkor alakították ki a kastély díszparkját is. A házat a család 1951-ig, az államosításig lakta. A későbbi kezelő, a Kutasi Állami Gazdaság szerkezetileg megóvta a házat, így nem jutott a hozzá hasonló épületek sorsára. A kastély felújítása, 2000 óta kastélyszállóként működik.

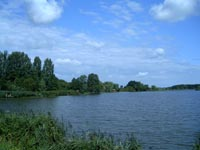
A kutasi halastó

### Szentháromság-szobor
A 18. századi barokk szobor műemléki védelem alatt áll.

### Református templom
A második világháborúban a németek által felrobbantott templom helyén az 1940-es évek végén szocreál stílusban épült a mai templom, amelynek négyoszlopos portikusza van.